# Stefan Birčević
Stefan Birčević (cyr. Стефан Бирчевић, ur. 13 grudnia 1989 w Lazarevacu) – serbski koszykarz występujący na pozycji silnego skrzydłowego, reprezentant kraju, wicemistrz olimpijski, świata oraz Europy, obecnie zawodnik U BT Kluż-Napoka.

## Osiągnięcia
Stan na 21 listopada 2022, na podstawie, o ile nie zaznaczono inaczej.

### Drużynowe
- Mistrz Rumunii (2022)
- Wicemistrz II ligi serbskiej (2008)
- Zdobywca:
  - Pucharu Serbii (2020)
  - superpucharu:
    - Ligi Adriatyckiej (2019)
    - Rumunii (2021, 2022)
- Finalista Pucharu Serbii (2017)
- Uczestnik międzynarodowych rozgrywek:
  - Eurocup (2013/2014, 2019/2020)
  - Ligi Mistrzów (2016/2017, 2018/2019, 2021/2022 – TOP 8)
  - FIBA Europe Cup (2017/2018, 2018/2019 – TOP 16)
  - Ligi Adriatyckiej (2011–2014, 2016/2017, 2019/2020)

### Indywidualne
- MVP:
  - miesiąca Ligi Adriatyckiej (luty 2017)
  - kolejki Ligi Adriatyckiej (23 – 2016/2017)
- Lider ligi serbskiej w blokach (2011)

### Reprezentacja
Seniorów
- Wicemistrz:
  - olimpijski (2016)[6][7][8]
  - świata (2014)[9]
  - Europy (2017)[10]
- Uczestnik:
  - mistrzostw świata (2014, 2019 – 5. miejsce)[11]
  - igrzysk śródziemnomorskich (2009 – 8. miejsce)
  - kwalifikacji:
    - olimpijskich (2016 – 1. miejsce)[12]
    - europejskich do mistrzostw świata (2017)

Młodzieżowe
- Mistrz uniwersjady (2011)
- Uczestnik mistrzostw Europy U–20 (2009 – 11. miejsce)[13]